# René-Maria Burlet
Pour les articles homonymes, voir Burlet.
René-Maria Burlet (9 juillet 1907 à Albertville – 5 novembre 1994 à Chambéry) est un peintre français.

## Biographie
René Burlet, peintre savoyard, est le fils unique de Frédéric, pharmacien mycologue. Il suit ses études secondaires au lycée de garçons de Chambéry et continue son cursus à l’école des Arts industriels à Grenoble puis à l'École des beaux-arts de Lyon. Il y rencontre Petresco, qui l’initie à la technique de la fresque, mais surtout les jeunes artistes Lyonnais, futurs membres du groupe Témoignage.
Durant son service militaire à Nice de 1927 à 1930, ce passionné de peinture et de montagne dessine beaucoup.
De retour dans la région Lyonnaise, il travaille pour le Studio Stefa – arts graphiques et publicité à Saint-Étienne, tout d’abord en tant que simple dessinateur, puis en tant que directeur artistique. Il réalise de nombreuses affiches jusqu’en 1940.
En 1933, il épouse Marie Favre qui lui donnera 4 enfants, Bernard, Marie-Christine, Marie-Noëlle et Beatrix. Le couple s’installe au 122, rue Saint Georges à Lyon où une plaque commémorative rappelle qu’il y exercera son art jusqu’en 1989. Le 8 novembre 1935, il réalise une première exposition-vente dans son atelier, opération qu’il renouvellera chaque année à la même période en présentant ses toiles récentes.

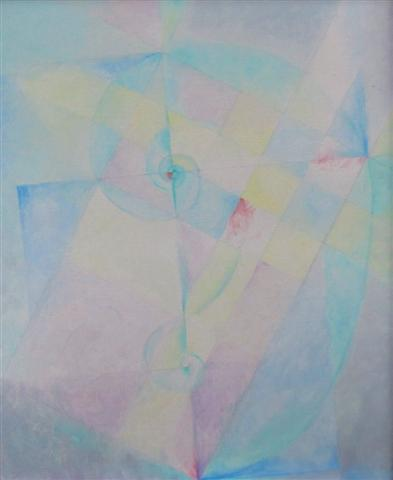
Double Spirale sur le Symbolisme de la Croix de René-Maria Burlet, peinture à l’huile, 1976

Il affirme son style artistique et entre dans une passe résolument marquée par la surréalité sacralisante. Avec Marcel Michaud et le groupe Témoignage (1936), René Burlet, loin de se contenter d’un surréalisme de province, est poussé par le pressentiment d’un art autre.
En 1937 il réalise sa première peinture à fresco pour le pavillon de Savoie à l’exposition internationale de Paris. À partir de cette date, il signe ses œuvres, de son nom d’artiste, René-Maria Burlet, associant ainsi sa femme Marie, fidèle collaboratrice mais aussi en raison d’un culte marial qui prendra naissance lors d’un pèlerinage à Notre-Dame de La Salette.
Disciple d’Albert Gleizes, sa rencontre dans son atelier de Serrières (1938) sera déterminante dans la confirmation de son style qui s’articule autour du Cubisme et du nombre d’or.
Aidé de Jean Bertholle, Idoux, Lenormand et Étienne Martin, il fonde en 1942 dans son atelier l’Académie du Minotaure qui a pour objectif de mener une vaste action pédagogique, à contre-courant des Beaux-Arts et de toutes les structures officielles.
Le dynamitage du Pont d’Ainay par les allemands en 1944 sinistre son atelier, il se réfugie avec sa famille à Chambéry, l’académie est momentanément fermée. Il enseigne alors les arts plastiques au lycée de garçons de Chambéry et au collège de la Villette 
De retour à Lyon en 1947 il reprend ses activités et ouvre à nouveau l’Académie du Minotaure avec vernissage de ses dernières toiles et enseignement en parallèle au Lycée Ampère, puis à l’école des Métiers et à la Martinière jusqu’en 1973.
Avec l’aide de Robert Pouyaud, un disciple d’Albert Gleizes, il lance la revue sur le méthodes l’Atelier de la Rose; 33 numéros seront publiés.
À la recherche de nouvelles techniques, il se lance en 1950, toujours avec l’aide de son épouse, dans la réalisation de vitraux à partir de dalles de verre éclatées.
Son style et ses techniques maîtrisées, il réalise de nombreuses peintures, fresques et vitraux tout en continuant à se consacrer à l’Académie du Minotaure qui fermera définitivement ses portes au début des années 1980.
En 1990, il retourne avec son épouse vivre à Chambéry. Il décède le 5 novembre 1994. La messe de funérailles se tient dans l’église Saint Pierre de Maché, église ornée d’une décoration murale qu’il avait réalisée quelques années auparavant.

## René-Maria Burlet fresquiste

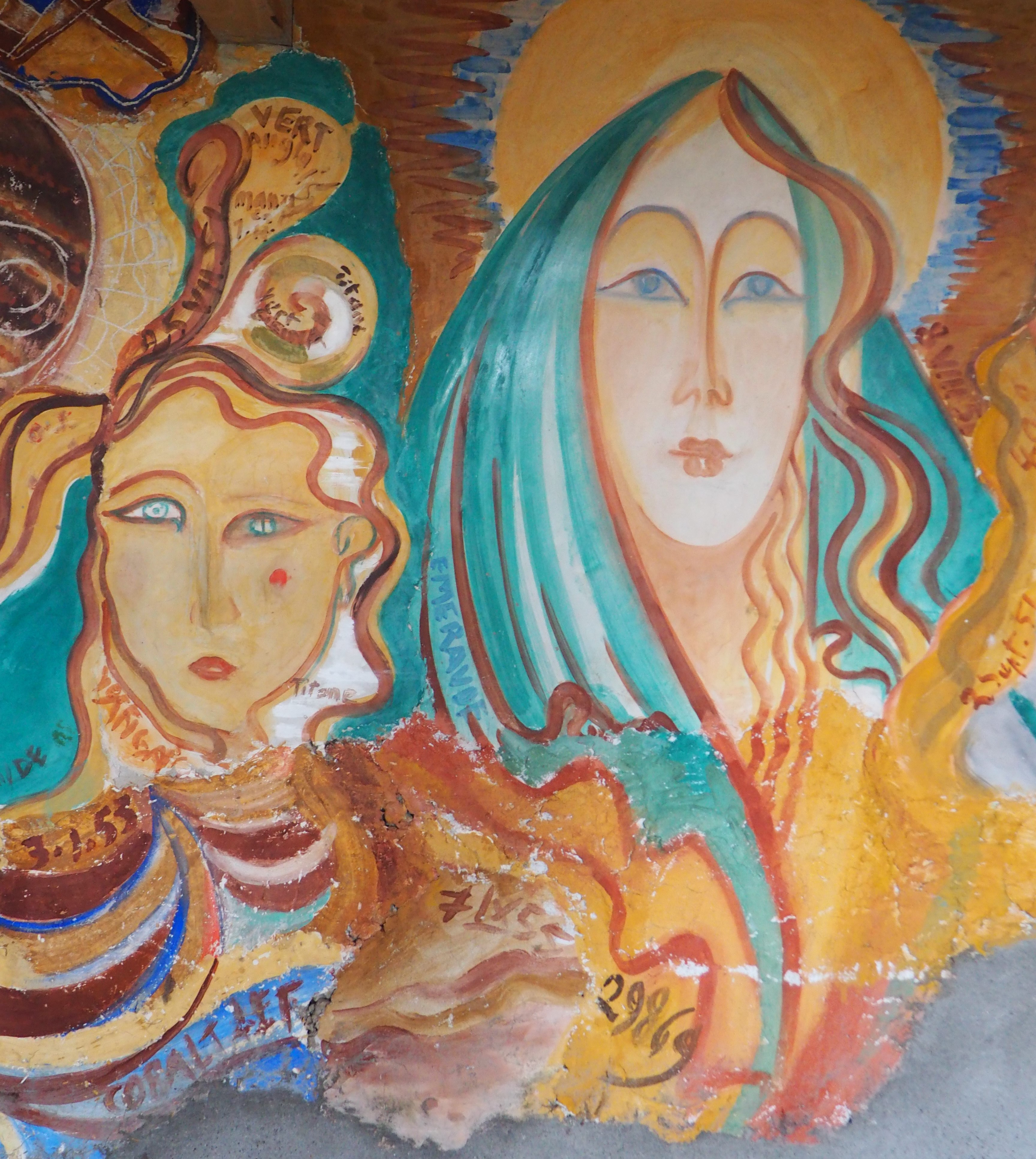
Fresque de René-Maria Burlet

La rencontre avec Petresco maître de la peinture "à fresco" à Lyon en 1937 sera une révélation pour René-Maria Burlet. Il trouve au travers de cette pratique une réponse à ses recherches picturales. À savoir une synthèse harmonieuse entre technique traditionnelle et art contemporain.
Ce qui l'amènera à organiser des stages d'apprentissage de la Fresque pour des artistes et amateurs.
Ces rencontres se dérouleront dans les années 1945-1950 dans une résidence familiale à Monterminod, hameau situé au dessus de Chambéry.

## Réalisations

### Vitraux
- Ars-sur-Forman (Ain), Carmel
- Belley (Ain), école libre
- Belleville sur Saône (Rhône), église
- Ceyzerieux (Ain), église
- Collonges-au-Mont d'Or (Rhône), église ancienne
- Culoz (Ain), église
- Flaxieu (Ain), église N.D. de la Paix
- Bouvesse-Quirieu (Isère), église
- Feyzin(Rhône), église et mairie
- Francheville-le-Bas (Rhône), église
- Lachassagne (Rhône), église
- St Victor de Morestel (Isère), chapelle
- Lyon (Rhône), station de métro Guichard
- Lyon (Rhône), chapelle clinique Saint-Charles
- Lyon (Rhône), chapelle Saint-Isidore
- Lyon (Rhône), Sacré-Cœur
- Lyon (Rhône), couvent de l’Orangerie
- Lyon (Rhône), église Saint-Michel, Avenue Berthelot

### Peintures murales
- Chambéry (Savoie), église Saint Pierre de Maché
- Chambéry (Savoie), hall du cinéma l'Astrée
- Livet (Isère), chapelle de Rioupouroux
- La Tronche (Isère), couvent de la Salette
- Décines (Rhône), église
- Lyon (Rhône), hall immeuble Les Gémeaux
- Lyon (Rhône), immeuble Le Saxe
- Argentine (Savoie), église

### Fresques
- église de Rotherens (Savoie)
- Landser (Haut-Rhin), église
- Lyon (Rhône), hall lycée Juliette-Récamier
- Lyon (Rhône), chapelle clinique Saint-Charles
- Saint-Victor-de-Morestel (Isère), église
- Villeurbanne (Rhône), Couvent du Verbe Incarné
- Le Bourget du Lac (Savoie), restaurant le Calypso
- église de Colombe Isère
- Fondation du Bon Pasteur, Chambéry

## Bibliographie

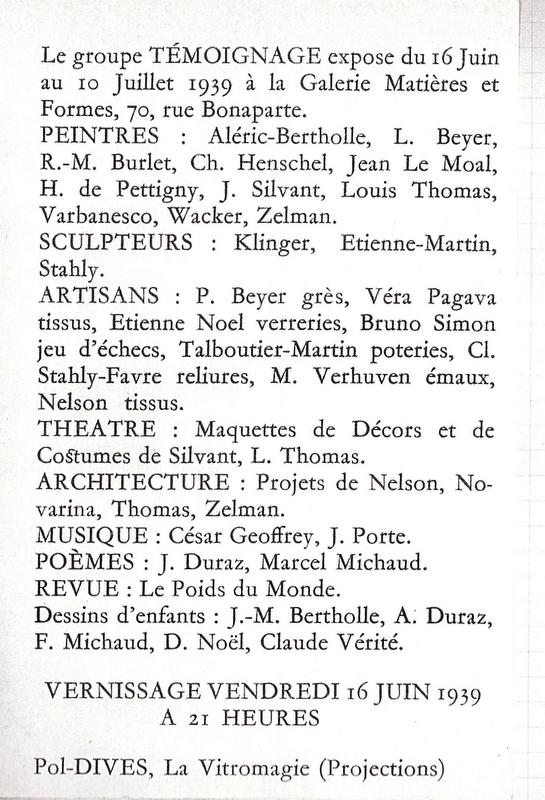
Exposition du groupe Témoignage à Paris en 1939